# نت كينغ كول
نثانييل آدمز كول يعرف بأسم نت كينغ كول (17 مارس 1919 - 15 فبراير 1965) , هو فنان موسيقي أمريكي كان عازفا لبيانو الجاز , نال الشهرة بسبب صوته الباريتوني الناعم، كان مؤديا في إحدى فرق البيغ باند , وكان واحدا من أوائل الأفارقة الأمريكيين الذين قاموا بتقديم برامج المنوعات في تاريخ التلفزيون الأمريكي، أصدر طوال مسيرته الموسيقية 30 ألبوما أولها كان سلسلة ألبومات The King Cole Trio.
مات في سن مبكرة بسبب إفراطه في التدخين لأنه كان يعتقد أن التدخين يجعل صوته أكثر عمقا ولكن التدخين أصابه بسرطان الرئة ليموت بسببه.
ابنته نتالي كول هي مغنية مشهورة أيضا ودرست طب الأطفال. غنت مع والدها بعض الأغاني ولكن عن طريق التقطيع الفني وظهرت في فييدوات مصورة مثل أغنية when i fall in love وأغنية unforgettable.
يعتبر بعض من النقاد أن نت كينغ كول أفضل من فرانك سيناترا ولكن الأخير له حظ أكبر من الشهرة بسبب العنصرية التي كانت سائدة في الولايات المتحدة آنذاك.
ولم يقتصر نت كينغ كول على الغناء بالإنكليزية بل أنه غنى بالأسبانية أيضا ولديه ألبوم ما زال مشهوراً من أشهر أغانيه فيه Solamente una vez.

## روابط خارجية
- نت كينغ كول على موقع IMDb (الإنجليزية)
- نت كينغ كول على موقع الموسوعة البريطانية (الإنجليزية)
- نت كينغ كول على موقع مونزينجر (الألمانية)
- نت كينغ كول على موقع ألو سيني (الفرنسية)
- نت كينغ كول على موقع ميوزك برينز (الإنجليزية)
- نت كينغ كول على موقع أول موفي (الإنجليزية)
- نت كينغ كول على موقع قاعدة بيانات برودواي على الإنترنت (الإنجليزية)
- نت كينغ كول على موقع قاعدة بيانات الأفلام السويدية (السويدية)
- نت كينغ كول على موقع إن إن دي بي (الإنجليزية)
- نت كينغ كول على موقع أول ميوزيك (الإنجليزية)